# Andover (Vermont)
Andover es un pueblo ubicado en el condado de Windsor en el estado estadounidense de Vermont. En el año 2010 tenía una población de 467 habitantes y una densidad poblacional de 467 personas por km².

## Geografía
Andover se encuentra ubicado en las coordenadas 43°16′38.84″N 72°41′53.39″O / 43.2774556, -72.6981639.

## Demografía
Según la Oficina del Censo en 2000 los ingresos medios por hogar en la localidad eran de $42,273 y los ingresos medios por familia eran $50,625. Los hombres tenían unos ingresos medios de $26,719 frente a los $25,658 para las mujeres. La renta per cápita para la localidad era de $21,744. Alrededor del 8% de la población estaban por debajo del umbral de pobreza.